# Amiga 500
Der Amiga 500 war der meistverkaufte Amiga-Computer von Commodore. Er wurde im März 1987 auf der CeBit zusammen mit dem Amiga 2000 vorgestellt und besitzt ähnliche Leistungsdaten wie dieser. Zielgruppe für den Rechner waren vor allem Privatanwender mit kleinerem Geldbeutel.
Zulasten der Aufrüstbarkeit wurde auf ein Desktop- bzw. Towergehäuse verzichtet und stattdessen ein Design gewählt, das dem des Commodore 128 ähnelte. Der Amiga 500 war – mehr noch als der Amiga 2000 – zu seiner Zeit besonders als Spielecomputer beliebt, da Bild- und Tonqualität dem damals üblichen PC deutlich überlegen waren.
Marktpolitisch war der Amiga 500 vor allem als Antwort auf den erfolgreichen Konkurrenten Atari ST konzipiert. In der Praxis erfüllte der Amiga 500 die ihm zugedachte Rolle und hängte den Atari ST im Wettbewerb deutlich ab. Allerdings verschob er das allgemeine Image der Amiga-Modellreihe weiter deutlich in Richtung eines „Spielcomputers“.

## Technische Details

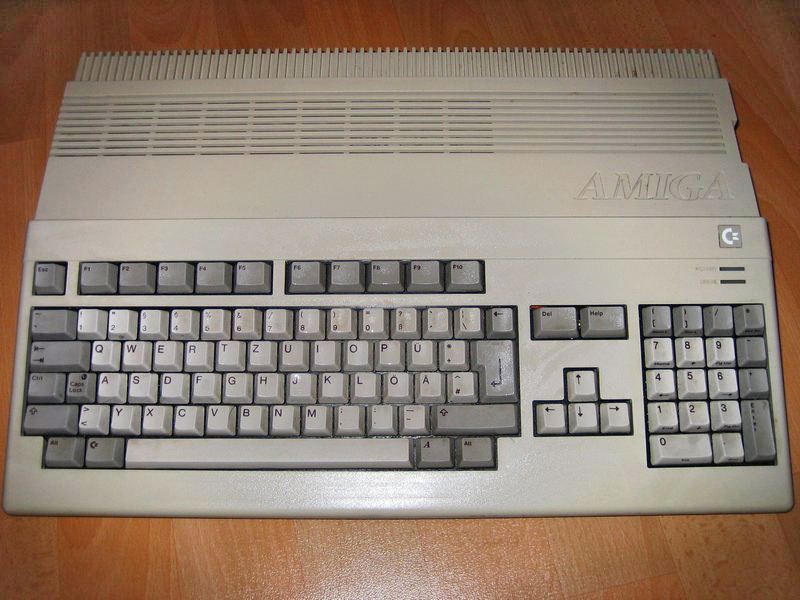
Amiga 500 von 1987

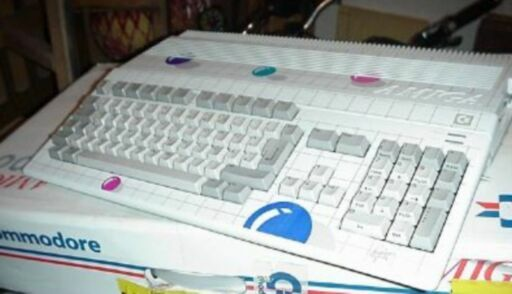
Amiga 500 im Stefanie-Tücking-Design

### Prozessor
Der Amiga 500 besitzt eine mit 7,09 MHz (PAL-Variante) bzw. 7,16 MHz (NTSC-Variante) getaktete Motorola 68000-CPU und 512 KB Arbeitsspeicher. Dieser kann mittels zweier Erweiterungs-Slots um 512 KB und 8 MB ausgebaut werden, so dass maximal 9 MB Speicher zur Verfügung stehen.

### Betriebssystem
In den Jahren 1987 und 1988 wurde der Amiga 500 mit dem Amiga-Betriebssystem AmigaOS 1.2 (Kickstart) ausgeliefert, ab 1988 wurde dieses durch die verbesserte und leicht umfangreichere Version 1.3 abgelöst.

### Grafik
Der Amiga 500 verfügt über eine für seine Zeit hervorragende Grafikqualität mit einer Palette von 4096 Farben. Der für die Grafikerzeugung zuständige Chip namens „DENISE“ ist Bestandteil des Amiga Chipsets.

### Ton
Der Amiga 500 verfügt über eine Stereo-Tonausgabe, die pro Stereo-Kanal über 2 8-Bit-PCM-Kanäle realisiert ist. Der für die Tonerzeugung zuständige Chip namens „PAULA“ ist Bestandteil des Amiga Chipsets.

### Schnittstellen
Der für die IO-Ports zuständige CIA-Chip wurde von MOS Technology, einer Tochterfirma von Commodore, entwickelt und hergestellt.

#### Stromversorgung
Der Amiga 500 wird über eine 5-polige Buchse mit einem externen Netzteil mit Spannung versorgt. Wie beim Amiga 1200 muss an den Amiga 500 ein spezielles, mit eigenem Netzschalter versehenes Netzteil angeschlossen werden, da der Amiga 500 keinen Netzschalter hat.

#### Serieller Anschluss
Über den 25-poligen Sub-D-Stecker wird ein RS232 Interface zur Verfügung gestellt, zusätzlich sind 2 Pins für Ein- und Ausgabe von Audiosignalen vorhanden.

#### Parallelanschluss
Über eine 25-polige Sub-D-Buchse wird eine parallele Schnittstelle zur Verfügung gestellt. Im Gegensatz zum Vorgänger A1000 entspricht sie der gängigen Norm IEEE 1284.

#### RGB-Video-Anschluss
Über den 23-poligen Sub-D-Stecker des Amiga 500 wird ein RGB-Video-Signal in analoger Form übertragen. Für die Synchronisation mit dem Monitor können entweder „Composite-Sync“ oder zwei separate Signale für vertikale und horizontale Synchronisation verwendet werden. Zusätzlich ist es möglich, eine externe Frequenz über diesen Anschluss einzuspeisen. Zum Anschluss an ein Fernsehgerät bot Commodore den A520-Adapter an.
Composite Video
Über den Cinch-Stecker wird ein BAS-Signal übertragen, das ein monochromes Bild darstellt.

#### Diskettenanschluss
An dieser 23-poligen Sub-D-Buchse lassen sich bis zu drei externe Diskettenlaufwerke anschließen.

#### Audio
Über die beiden Cinch-Buchsen wird ein Stereosignal übertragen.

#### Joystick-Anschlüsse
Über diese zwei 9-poligen Sub-D-Stecker können Joysticks, eine Maus oder ein Lichtgriffel angeschlossen werden.

#### Erweiterungsanschluss
Auf der linken Seite befindet sich hinter einer Plastikklappe ein Zorro-Platinenstecker, seine 86 Kontakte sind direkt mit den Daten- und Adressleitungen des Prozessors verbunden. Über den retronym auch Zorro-I genannten Bus lassen sich verschiedene Erweiterungen wie eine Festplatte anstecken.

### Erweiterungen

#### Arbeitsspeicher
Zu den vorhandenen 512K Chip-Mem konnte der A500 sowohl über den internen Erweiterungsslot, als auch über den externen Expansionsport an der linken Seite auf bis zu 10,8 MB RAM aufgerüstet werden. Die klassische 512K Erweiterung A501 von Commodore enthielt auf der Platine auch noch eine batteriegepufferte Echtzeituhr. Die Vergrößerung des Chip-Rams war im A500 nur durch gleichzeitigen Tausch des Adressgenerator-Chips Agnus auf die ECS-Version möglich, erst dieser konnte überhaupt mehr als 512K Chip-Mem adressieren.

#### Massenspeicher
Der Betrieb des A500 erfolgt ursprünglich nur über das Diskettenlaufwerk, er verfügt über keine eingebaute Festplatte und auch keinen Controller dafür. Es gibt allerdings Anschlussmöglichkeiten, wie bspw. den linken Expansionsport, der für externe Festplatten genutzt werden kann, solche Erweiterungen gab es sowohl von Commodore (z. B. den A570) als auch von Drittanbietern. Selbst heute noch wird fleißig an solchen Erweiterungen gebastelt. So gibt es USB-Laufwerke und sogar neue WLAN-Lösungen, um auf Medien-Server, auf welchen quasi die ganze Amiga-Software-Bibliothek gesichert ist, zuzugreifen und die somit als externes Laufwerk fungieren.

#### Turbokarten
Um die Rechenleistung des A500 zu erhöhen, konnte man eine Turbokarte, also einen schnelleren Prozessor auf einer eigenen Platine, einbauen. Dies funktionierte entweder über den linken Expansionsport in einem externen Gehäuse, wie z. B. die Apollo 520 von der ACT Elektronik Vertrieb GmbH (mit einem 25MHz 68020). Alternativ gab es auch Turbokarten die im Gehäuse des Amiga in den Sockel des ursprünglichen Prozessors gesetzt wurden (z. B. die Blizzard Turbo von phase5 mit einem 14MHz 68000).

#### Sonstiges
Für den linken Erweiterungsport gab es noch Module wie z. B. das Action Replay mit denen es möglich war den Computer im laufenden Betrieb anzuhalten und Screenshots zu speichern oder mit einem Maschinensprachmonitor im Speicher zu arbeiten.

## Amiga 500 Plus
Ab 1991 gab es mit dem Amiga 500 Plus eine neue Variante des Amiga 500. Er ist mit doppelt so viel Arbeitsspeicher (1 MByte) und mit dem neuen Enhanced Chip Set (ECS) statt dem Original Chip Set (OCS) ausgestattet, welches erstmals VGA-Monitore ansteuern konnte. Der Amiga 500 Plus wurde von Beginn an mit Kickstart Version 2.04 ausgeliefert. Dieses Betriebssystem war zwar technisch ein großer Schritt nach vorne, hatte aber den Nachteil, dass viele bisherige Programme nicht mehr funktionierten, wenn bzw. weil sie direkt – das API missachtend – auf Kickstart-Routinen zugriffen, deren Struktur sich nun geändert hatte. Betroffen waren hier insbesondere Spiele. Sehr bald kamen deshalb Hardware-Erweiterungen auf den Markt, die es erlaubten, zwischen Kickstart 1.3 und 2.0 zu wechseln.
Darüber hinaus entwickelte die Amiga-Szene Bootdisketten wie Relokick, welche z. B. Kickstart 1.3 in einem Amiga 500 Plus starteten, um die Kompatibilität zu verbessern.

## Vorgänger und Nachfolger
Der Amiga 500 ist der Nachfolger des Amiga 1000, des ersten Modells der Amiga-Reihe. Nachfolger des Amiga 500 Plus war der Amiga 600, der 1992 erschien. 2022 wurde eine Neuauflage des Amiga 500 als Miniversion von Retro Games Ltd. veröffentlicht. Diese verfügt über eine klassische Amiga-Maus mit USB-Anschluss sowie ein Gamepad. Tastatur und Diskettenlaufwerk sind rudimentär. Anders als bei den Vorgängermodellen ist dieser nur für Spiele vorgesehen.

## Sonderserien
Der Amiga 500 gilt als Urahn aller Case-Moddings. Er wurde von Commodore in zwei Designs (Ball-Design, siehe Bild, und Leoparden-Design) als limitierte Version (10.000 Stück) vertrieben, für die die Fernsehmoderatorin Stefanie Tücking als Namensgeberin gewonnen wurde.